# Bielské jezero
Bielské jezero (německy Bielersee, francouzsky Lac de Bienne, italsky Lago di Bienna) je jezero ve Švýcarsku. Leží převážně v kantonu Bern; malá část mezi La Neuveville a Zihlským kanálem na jižním konci zasahuje do kantonu Neuchâtel. Nachází se na Švýcarské plošině a na východě k němu zasahují předhůří Alp a na západě Jury.
Spolu s Murtenským a Neuchâtelským jezerem je jedním ze tří velkých švýcarských jezer v podhůří Jury. Jezero má rozlohu 39,8 km². Od regulace vodstva v oblasti Jury v 19. a 20. století se do jezera vlévá řeka Aara kanálem Hagneck a opouští ho kanálem Nidau-Büren.

## Původ
Bielské jezero je pozůstatkem bývalého Solothurnského jezera, které vzniklo po poslední době ledové ve 100 km dlouhé prohlubni vytvořené Rhonským ledovcem na jižním úpatí Jury od koncových morén u Wangen an der Aare a Solothurnu až po rozvodí u La Sarraz. Velká část této oblasti byla zanesena sedimenty, přinesenými alpskými a jurskými řekami, takže dnes z ní zbyla pouze tři současná jurská jezera.

## Geografie

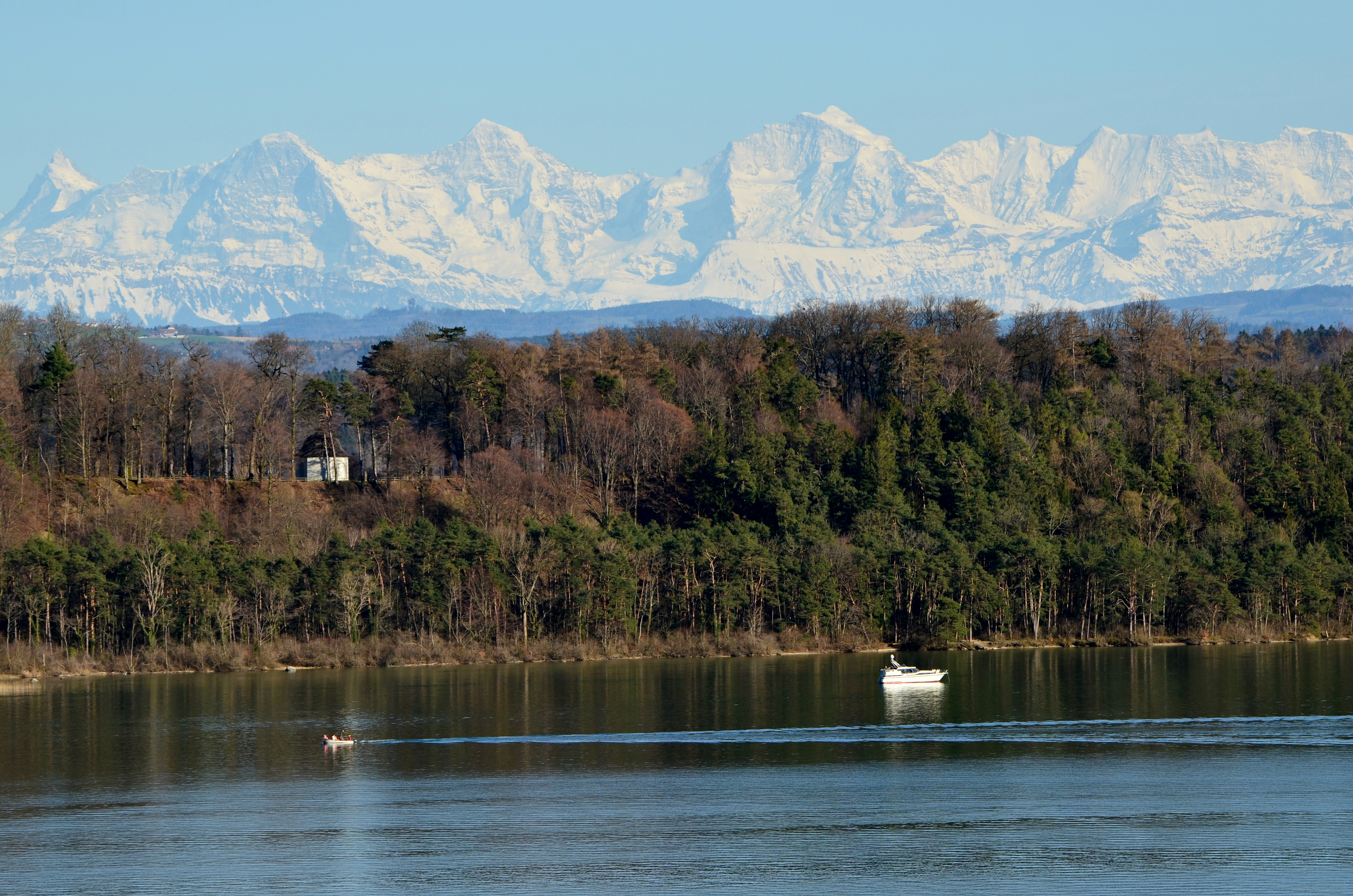
Pohled na jezero, v pozadí Bernské Alpy

Jezero má rozlohu 39,8 km², je 15 km dlouhé a maximálně 4,1 km široké. Dosahuje maximální hloubky 74 metrů. Objem vody je 1,24 km³. Rozloha povodí je 8 210 km². Při normálním stavu vody je hladina jezera v nadmořské výšce 429 m n. m. Před korekcí vodstva v oblasti Jury byla hladina o cca 2,7 m výše a jezero bylo o 3,3 km² větší. Nejvyšší hladiny bylo dosaženo 16. července 2021 při povodních v západní a střední Evropě, a to 430,94 m n. m. Předtím byl nejvyšší vodní rekord 430,88 m n. m. a byl dosažen při povodni v roce 2007.
Průměrný průtok činí 244 m³/s. Teoretická doba průtoku vody celým jezerem je pouze 54 dní.

### Přítoky
Nejvýznamnějším přítokem je Aara, která je od korekce vodstva v oblasti Jury odváděna kanálem Hagneck, kanál Zihl, který pramení v Neuchâtelském jezeře, a potoky Twannbach a Schüss (Suze) , které pramení v Jurovi. Dalšími vodními toky, které se vlévají do jezera, jsou Ruisseau de Vaux, Merdasson a Mülibach.

### Odvodnění
Původní odtok jezerní vody dolním tokem řeky Zihl u Nidau byl po první úpravě jury nahrazen kanálem Nidau-Büren. Přístavní regulační jez vybudovaný na tomto umělém vodním toku umožňuje regulovat hladinu vody ve třech jurských jezerech, která je sledována v měřicí stanici Ligerz, a v řece Aaře. Při povodních může regulace vést ke zpětnému toku přes Zihlský kanál do Neuchâtelského jezera.
Ve městě Nidau se stále nachází přibližně 1500 m dlouhý úsek starého Zihlského kanálu od východního konce Bielského jezera k novému kanálu. Začíná u náplavky a jezerního přístavu a vede kolem zámku Nidau na východní straně. Mezi jezerem a soutokem s kanálem Nidau-Büren překračuje tok sedm mostů a lávek.

### Ostrovy

Vyobrazení jezera z roku 1845

Na jihu jezera se od jihozápadu k severovýchodu táhne ostrov St. Petersinsel o rozloze 1,4 km². Nachází se nedaleko Erlachu a od druhé poloviny 19. století je s pevninou spojen plochým mysem, a je tak vlastně poloostrovem. Uměle vytvořený průjezd pro lodě v přístavu Erlach však tento mys odděluje od pevniny.

## Využití

### Doprava

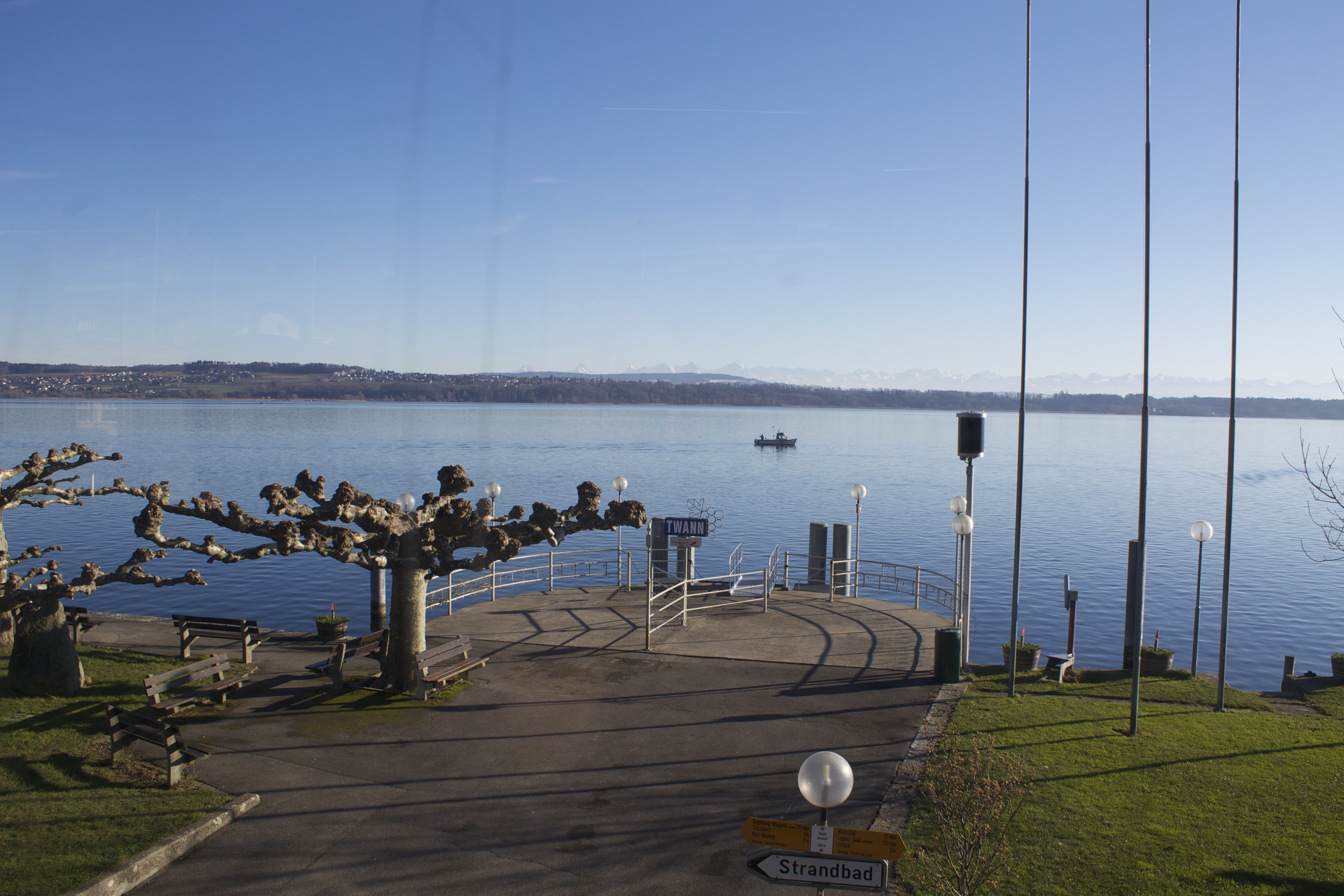
Přístaviště v obci Twann

Na jezeře je rozvinutá místní lodní doprava. Nachází se na něm několik přístavišť (kotvišť) pro pravidelné lodě a přístavy pro soukromou lodní dopravu.

### Osídlení pobřeží
Největším městem na břehu je Biel. Protože se Bielské jezero nachází na jazykové hranici mezi německy a francouzsky mluvící oblastí, mají různé obce v okolí jezera dvojjazyčné názvy, i když ne všechny se v současnosti používají:
- Bipschal – Bévesier
- Erlach – Cerlier
- Hagneck
- Ipsach
- Landern – Le Landeron
- Ligerz – Gléresse
- Lüscherz – Locras
- Mörigen – Morenges
- Neuenstadt – La Neuveville
- Nidau
- Schafis – Chavannes
- St. Petersinsel – Île de Saint-Pierre
- Sutz-Lattrigen
- Täuffelen – Chouffaille
- Tüscherz – Daucher
- Twann – Douanne
- Vinelz – Fenis
- Vingelz – Vigneules
- Wingreis – Vingras

Podél severozápadního břehu jezera vede železniční trať Biel–Neuchâtel.